# اسپنیش (انتاریو)
اسپنیش (به انگلیسی: Spanish) یک منطقهٔ مسکونی در کانادا است که در بخش الگوما واقع شده‌است. اسپنیش ۶۹۶ نفر جمعیت دارد.